# Твој пријатељ
Твој пријатељ (хинд. तेरी मेहरबानियाँ) је индијски филм из 1985. године, снимљен у режији К. С. Босадија.

## Улоге
| Глумац             | Улога            |
| ------------------ | ---------------- |
| Џеки Шроф          | Рам              |
| Брауни (пас)       | Моти             |
| Пунам Дилон        | Биџли            |
| Амриш Пури         | Такур Виџај Синг |
| Асрани             | Муним Банварилал |
| Садашив Ампапуркар | Сардари          |
| Раџ Киран          | Гопи             |
| Свампа             | Шарда Деви       |